# Deklarace nezávislosti Spojených států amerických
Deklarace nezávislosti je dokument, kterým Třináct kolonií deklarovalo svou nezávislost na Velké Británii a kterým ospravedlnilo své konání. Deklarace byla ratifikována Kontinentálním kongresem 4. července 1776. Tento den je dnes ve Spojených státech amerických slaven jako Den nezávislosti a od roku 1941 je státním svátkem.

## Historie Deklarace nezávislosti

### Pozadí deklarace
V šedesátých a sedmdesátých letech 18. století se vztahy mezi třinácti severoamerickými koloniemi a Velkou Británií vyostřily. Boje, které propukly roku 1775 v Lexingtonu a Concordu jsou označovány jako začátek amerického boje za svobodu. Přestože z počátku panovaly jisté obavy z úplné nezávislosti, brožurka Common Sense (volně přeložitelné jako selský rozum) od Thomase Paina dokázala přesvědčit, že jen úplná nezávislost je jediná možná cesta, kterou se mají kolonie ubírat.

Nezávislost byla přijata 2. července 1776 spolu s Leeovou rezolucí, kterou prezentoval na Kontinentálním kongresu Richard Henry Lee z Virginie 7. června roku 1776. Ve zkratce obsahovala toto: 
| „ | Rozhodnuto: Že tyto Spojené kolonie jsou, a podle práva by měly být, svobodné a nezávislé státy, které jsou osvobozeny od všech závazků Britské koruně a od politického propojení mezi nimi a států Velké Británie. A měly by být úplně odloučeny. | “ |

### Návrh a přijetí

Deklarace nezávislosti USA Výbor pěti složený z otců zakladatelů předkládá návrh deklarace Kongresu (obraz Johna Trumbulla z roku 1819)

Dne 11. června 1776 byla vytvořena komise Kontinentálního kongresu, zvaná též Výbor pěti, skládající se z těchto členů:
- John Adams z Massachusetts
- Benjamin Franklin z Pensylvánie
- prezident (předseda) Kongresu Thomas Jefferson z Virginie
- Robert R. Livingston z New Yorku
- Roger Sherman z Connecticutu

Komise měla za úkol navrhnout vhodnou Deklaraci zastřešující zmíněnou rezoluci. Jefferson se postaral o převážnou většinu sepsání deklarace, s pomocí této komise. Jeho návrh byl přednesen na Kontinentálním kongresu 1. července 1776.
Úplná deklarace byla přepsána na generálním zasedání za účelem přijetí Kontinentálním kongresem 4. července 1776 ve vládním domě v Pensylvánii. Tato kopie byla podepsána pouze prezidentem kongresu Johnem Hancockem a jeho sekretářem Charlesem Thomsonem. Slavnostní ceremonie se poté odehrála 2. srpna.

### Distribuce
Po přijetí deklarace kongresem (4. července 1776) byla kopie odeslána o pár bloků dál do tiskárny Johna Dunlapa. Během noci bylo vytištěno přes 150 výtisků. Jeden z nich byl odeslán 6. července Georgi Washingtonovi, který deklaraci přečetl svým jednotkám v New Yorku 9. července. 25 stále existujících Dunlapových výtisků jsou nejstarší exempláře tohoto dokumentu.
18. ledna 1777 rozhodl Kontinentální kongres, že deklarace by měla být dále a šířeji distribuována. Druhý tisk zajistila Mary Katharine Goddardová. První tisk obsahoval podpisy pouze Johna Hancocka a Charlese Thomsona. Druhý tisk už obsahoval všechny signatáře.
První zprávy o deklaraci se dostaly do Londýna 10. srpna 1776.

### Signatáři
19. července 1776 Kongres nařídil ručně napsat prohlášení, které pak měli delegáti podepsat. Tuto kopii vytvořil Timothy Matlack, asistent v sekretariátu kongresu. Většina vyslanců podepsala deklaraci 2. srpna 1776 v zeměpisném seřazení kolonií, které zastupovali, od severu k jihu. Někteří vyslanci nebyli přítomni a museli deklaraci podepsat později. Dva vyslanci ji dokonce nikdy nepodepsali. Tak jak noví vyslanci vstupovali do členstva kongresu, bylo jim také umožněno deklaraci podepsat. Deklaraci tak nakonec podepsalo 56 vyslanců.
První a také nejvýznamnější podpis pod Deklarací nezávislosti patří Johnu Hancockovi, presidentu Kontinentálního kongresu. Dva budoucí prezidenti Kongresu, Thomas Jefferson a John Adams byli také mezi signatáři. Následuje výčet kolonií a jejích vyslanců:
- New Hampshire – Josiah Bartlett, William Whipple, Matthew Thornton
- Massachusetts – Samuel Adams, John Adams, John Hancock, Robert Treat Paine, Elbridge Gerry
- Rhode Island – Stephen Hopkins, William Ellery
- Connecticut – Roger Sherman, Samuel Huntington, William Williams, Oliver Wolcott
- New York – William Floyd, Philip Livingston, Francis Lewis, Lewis Morris
- New Jersey – Richard Stockton, John Witherspoon, Francis Hopkinson, John Hart, Abraham Clark
- Pensylvánie – Robert Morris, Benjamin Rush, Benjamin Franklin, John Morton, George Clymer, James Smith, George Taylor, James Wilson, George Ross
- Delaware – Caesar Rodney, George Read, Thomas McKean
- Maryland – Samuel Chase, William Paca, Thomas Stone, Charles Carroll of Carrollton
- Virginie – George Wythe, Richard Henry Lee, Thomas Jefferson, Benjamin Harrison, Thomas Nelson, Jr., Francis Lightfoot Lee, Carter Braxton
- Severní Karolína – William Hooper, Joseph Hewes, John Penn
- Jižní Karolína – Edward Rutledge, Thomas Heyward, Jr., Thomas Lynch, Jr., Arthur Middleton
- Georgie – Button Gwinnett, Lyman Hall, George Walton

Z těchto 56 signatářů bylo 24 právníků či advokátů, 11 obchodníků a 9 farmářů. Edward Rutledge (26 let) byl nejmladším signatářem a Benjamin Franklin (70 let) byl naopak nejstarším. Všichni věděli, že svým podpisem se vystavují nelibosti a možné odplatě, která na ně v budoucnosti mohla různými způsoby dopadnout ze strany Velké Británie. Pět z nich bylo později chyceno a mučeno Brity. Na dvanácti z nich odplata dopadla ve formě žhářství spáchaném na jejich domech, dva ztratili své syny v revoluční armádě, jednomu zajali dva syny. Devět z podepsaných následně bojovalo o nezávislost a padlo.

## Text Deklarace
Když v průběhu lidských událostí nastane některému národu nutnost zrušit politické závazky, které jej poutají s národem jiným, a zaujmout mezi mocnostmi světa své vlastní a rovné místo, k němuž jej opravňují zákony přírody a jejího Boha, vyžaduje si náležitá úcta k mínění světa, aby takový národ vyhlásil důvody, jež jej k odtržení vedou.
Pokládáme za samozřejmé pravdy, že všichni lidé jsou stvořeni sobě rovni, že jsou obdařeni svým Stvořitelem určitými nezcizitelnými právy, že mezi tato práva náleží život, svoboda a sledování osobního štěstí. Že k zajištění těchto práv se ustanovují mezi lidmi vlády, odvozující svoje oprávněné pravomoci ze souhlasu těch, jimž vládnou. Že kdykoliv počne být některá vláda těmto cílům na překážku, má lid právo ji změnit nebo zrušit a ustanovit vládu novou, která by byla založena na takových zásadách a měla svoji pravomoc upravenou takovým způsobem, jak uzná lid za nejvhodnější pro zajištění své bezpečnosti a svého štěstí.
Rozvážnost sice přikazuje, aby dlouho ustavené vlády nebyly měněny pro nejasné a prchavé důvody; a souhlasně veškerá zkušenost ukazuje, že lidstvo je mnohem náchylnější ke strádání, dokud je zlo snesitelné, než k narovnání sebe sama zavržením forem, kterým je přivyklé. Jestliže ale dlouhý sled zlořádu a uchvacování, pronásledující trvale týž objekt, se rozvíjí do podoby podřízenosti naprosté despocii, je jejich právem, je jejich povinností, svrhnout takovou vládu a obstarat nové stráže své budoucí bezpečnosti.
Takové bylo trpělivé strádání těchto kolonií, taková je i nyní nutnost, jež je dohání k tomu, aby změnily své dřívější vládní zřízení. Vláda nynějšího krále Velké Británie je vládou opakovaných křivd a skutků bezpráví, jednoznačně směřujících k zavedení naprostého násilí nad těmito státy.
Na důkaz toho nechť jsou nezaujatému světu předložená fakta.
Odmítal schválit nejprospěšnější a nejnutnější zákony pro veřejné blaho.
Zakázal svým guvernérům schvalovat bezprostředně a naléhavě důležité zákony, leč že by nevstoupily v platnost, dokud je neschválí on; a když tak byly zadrženy v platnosti, naprosto jim opominul věnovat pozornost.
Odmítal schválit zákony k prospěchu obyvatel velkých zemí, leč že by se zřekli práva na zastoupení v zákonodárném sboru, práva to pro ně neocenitelného a hrůzu snad nahánějícího jedině tyranům.
Svolával zákonodárná shromáždění na neobvyklá a nevyhovující místa, vzdálená jejich archívů, jen aby je tak únavou z všelijakých obtíží přinutil k přijetí svých vlastních opatření.
Vytrvale rozpouštěl sněmovny za to, že se s mužnou pevností stavěly proti jeho útokům na práva lidu.
Po takových rozpouštěních pak dlouho odmítal umožnit zvolení sněmovny nové, čímž se zákonodárná moc, již nelze zničit, vrátila do rukou širokých vrstev lidu, zatímco stát byl vystaven všem nebezpečím vpádu zvenčí a zmatků vnitřních.
Pokoušel se bránit zalidnění těchto států tím, že mařil vydání zákonů o nabývání občanského práva cizinci, že odmítal schvalovat zákony na podporu jejich přistěhovalectví a znesnadňoval podmínky pro nabývání půdy.
Překážel vykonávání práva tím, že odmítal schválit zákony ustavující soudcovské pravomoce.
Učinil soudce závislými na jeho jediné vůli tím, že jim přiděloval do užívání úřad a určoval výši i platbu jejich platů.
Zřídil množství nových úřadů a vyslal sem hordu úředníků, aby sužovala náš lid a vyjídala ho z podstaty.
Udržoval u nás, i v dobách míru, zahálející armády bez souhlasu naší legislatury.
Přičinil se, aby vojsko bylo nezávislé na moci civilní a jí nadřazeno.
Spojil se s jinými, aby nás podrobil právnímu zřízení, jež je cizí našemu založení a není potvrzeno našimi zákony, dávaje svůj souhlas k činům,
vzešlým z domnělé zákonodárné moci:
K usazení velkých jednotek ozbrojeného vojska u nás.
K jejich ochraně falešnými procesy před potrestáním za jakékoliv vraždy, které by spáchaly na občanech těchto států.
K zamezení našeho obchodu se všemi částmi světa.
K našemu zdanění, aniž bychom dali svůj souhlas.
K tomu, aby nás zbavil mnoha případů výsad procesu s porotou.
K tomu, abychom byly posláni za moře a tam souzeni za domnělá provinění.
K zákazu svobodného systému anglických zákonů v sousední provincii, kde ustavil svémocnou vládu a rozšířil hranice, aby tak vytvořil precedent a zároveň vhodný nástroj k uvedení téže absolutní vlády v těchto koloniích.
K zastavení činnosti našich vlastních zákonodárných sborů, prohlašuje se za oprávněného dávat nám sám jakékoliv zákony.
Vzdal se u nás vlády tím, že nám odepřel ochranu a vyhlásil nám válku.
Plenil naše moře, pustošil naše pobřeží, pálil naše města a připravoval o život naše lidi.
V současné době k nám přepravuje velké armády cizích námezdníků, aby tak bylo dokončeno dílo smrti, zpustošení a násilí, již započaté událostmi ukrutnosti a věrolomnosti stěží obdobnými i v nejbarbarštějších obdobích a naprosto nehodnými hlavy civilizovaného národa.
Nutil naše spoluobčany zajaté na širokém moři, aby se chopili zbraní proti své vlasti a stali se katany svých přátel a bratří, nebo sami zahynuli jejich rukama.
Podněcoval mezi námi domácí povstání a snažil se poslat na naše hraničáře kruté indiánské divochy,
jejichž známým pravidlem boje je pobíjení všech, bez ohledu na stáří, pohlaví a stav.
Při každém z těchto případů útisku jsme co nejpokorněji prosili o nápravu; v odpověď našim opakovaným prosbám přicházely než opakované křivdy.
Vladař, jehož charakter je takto poznamenán všemi činy, jimiž se dá označit tyran, nehodí se za vládce svobodného lidu.
A nespouštěli jsme ze zřetele ani své britské bratry. Čas od času jsme je upozorňovali na pokusy jejich zákonodárství podrobit nás neospravedlnitelným soudním nařízením. Připomínali jsme jim své potíže s vystěhovalectvím a zdejším usidlováním. Dovolávali jsme se jejich vrozené spravedlnosti a velkomyslnosti a zapřísahali jsme je ve jménu svazků našeho příbuzenství, aby se postavili proti všem těmto násilnostem, které povedou nevyhnutelně k přerušení našeho spojení a vztahů. I oni však byl hluší k hlasu spravedlnosti a pokrevenství. Nemůžeme tudíž než dát průchod nezbytnosti, jež nás nutí k odtržení, a zaujmout k nim totéž postavení jako k ostatnímu světu: nepřátelé ve válce, v míru přátelé.
Pročež my, představitelé Spojených států amerických, shromáždění na generálním Kongresu, dovolávajíce se nejvyššího soudce světa o správnosti svých úmyslů, ve jménu a zmocněním poctivého lidu těchto kolonií slavnostně dáváme na vědomí a prohlašujeme: že tyto spojené kolonie jsou a po právu mají i napříště tvořit SVOBODNÉ A NEZÁVISLÉ STÁTY; že jsou zproštěny jakéhokoliv poddanství vůči britské koruně a že veškeré politické spojení mezi nimi a státem Velkou Británii je a má být naprosto zrušeno; a že jakožto svobodné a nezávislé státy mají plnou moc vyhlašovat válku, uzavírat mír, vstupovat ve spojenectví, navazovat obchodní styky a vykonávat všechny jednání a všechny záležitosti, jak nezávislé státy po právu činí.
Aby pak toto prohlášení co nejpevněji bylo zajištěno, za tím účelem s pevnou důvěrou v ochranu Boží prozřetelnosti si navzájem dáváme v ochranu své životy, svůj majetek a posvátnou nám čest.

John Hancock

a 55 dalších poslanců

## Komentář k textu Deklarace
Text Deklarace nezávislosti můžeme rozdělit do pěti oddílů: úvod, preambule, obvinění Jiřího III, nařčení britského lidu a závěr. (tyto nadpisy nejsou součástí dokumentu)

### Preambule
- Preambule je podávána jako logické předvedení toho, jak jedno tvrzení vede k jinému. Od prvního tvrzení, že lidé byli stvořeni sobě rovnými, se logickým řetězcem dostáváme k tomu, že existuje právo a odpovědnost za revoluci, když se vláda stane zničujícím elementem lidských práv.

### Obvinění Jiřího III.
- Signatáři uvádějí 26 důvodů, proč vládu britského panovníka pokládají za špatnou a proč nadále nehodlají uznávat jeho svrchovanost nad americkými koloniemi.

### Nařčení britského lidu
- Pro své stížnosti na britskou vládu nenalezli američtí obyvatelé oporu ani u britského lidu a marně se jí dovolávali.

### Závěr
- Signatáři tvrdili, že se kolonie musí nezbytně nutně oprostit od politických pojítek s Britskou korunou a stát se nezávislými státy. Proto závěr obsahuje, a je jeho jádrem, Leeovu resoluci, která byla prezentována 2. července.

## Rozdíly mezi návrhem a konečnou podobou
Originální návrh Thomase Jeffersona obsahoval napadení obchodu s otroky (On (král) vedl krutou válku proti lidské přirozenosti samé, porušiv nejsvětější práva života a svobody ztělesněné v lidech z dálných krajů, kteří ho nikdy nenapadli, zajímá je a odvádí do otroctví na druhou polokouli Země, nebo jim připravuje bídnou smrt během jejich děsivého převážení), které bylo později odstraněno, stejně jako bylo odstraněno plno kritik britského lidu a parlamentu. Jeffersonův plán také používal frázi: „neodmyslitelná a nezadatelná práva“, která byla nahrazena frází: „zaručená nezcizitelná práva“.

## Analýza

### Historické vlivy
Deklarace nezávislosti Spojených států byla ovlivněna Deklarací nezávislosti Holandské republiky z roku 1581, která se nazývá Přísaha zřeknutí. Arbroathská deklarace nezávislosti (1320) zas byla deklarací nezávislosti Skotského království, a také nepochybně ovlivnila Deklaraci nezávislosti Spojených států, jako první deklarace nezávislosti vůbec. Jeffersonovi je také připisován návrh Virginské deklarace práv, která byla přijata roku 1776.

### Filosofické pozadí
Preambule Deklarace je ovlivněna osvícenskou filosofií, obsahuje pojmy přirozeného práva, sebeurčení a také deismu. Názory a dokonce některé fráze byly přejaty přímo ze spisů anglického filosofa Johna Locka, přesněji z jeho druhého pojednání o vládě, nazvaného „Eseje týkající se pravého původu, rozměru a konce civilní vlády“. V tomto pojednání se Locke hlásí k názoru vlády se souhlasem. Locke napsal, že lidské bytosti mají zaručená přirozená práva. Dalšími vlivy jsou spisy, které sepsali Wawrzyniec Grzymala Goslicki a Thomas Paine. Podle Jeffersona účel Deklarace byl „nehledat nové principy nebo nové argumenty, o kterých doposud nikdo nepřemýšlel…ale postavit před lidstvo zdravý rozum jedince, ve formě tak prosté a pevné, jako bychom jim chtěli rozkázat jejich souhlas, a obhájit nás samé v nezávislém postavení, které jsme nuceni si uzmout.“

### Praktické použití
Někteří historikové se domnívají, že Deklarace byla použita jak nástroj propagandy, kterou se Američané snažili získat jasné důvody pro jejich rebelství, jimiž by mohli přesvědčit váhavé kolonisty, a jimiž by mohli získat důvod pro zahraniční vlády, které by jim mohly poskytnou pomoc. Deklarace byla také použita ke sjednocení členů Kontinentálního kongresu. Mnozí se obávali, že podepsali něco, co by mohlo být jejich rozsudkem smrti v případě, že by se revoluce nepodařila, a Deklarace podávala jakoukoli možnost rychlého vítězství revoluce za nemožné.

### Ovlivnění dalších dokumentů
Markýz de La Fayette se s výtiskem této deklarace o něco později vrátil do Francie, kde roku 1789 pomohl vytvořit francouzské Prohlášení práv člověka a občana, které se stalo základem pro mnoho dnešních sociálních věd.
Deklarace nezávislosti obsahuje mnoho základních principů zakládajících otců, které byly poté zapsány v Ústavě Spojených států. Byla modelem pro Deklaraci citů, sepsanou roku 1848 na shromáždění v Seneca Falls, která deklarovala první ženská práva. Byla také použita jako předloha mnoha dokumentů, jako je například deklarace nezávislosti Vietnamu. Ve Spojených státech byla Deklarace často citována v politických projevech.